# Bou Merdes
Ne doit pas être confondu avec Boumerdès.
Bou Merdes (arabe : بو مرداس) est une ville du Sahel tunisien située à 32 kilomètres à l'ouest de Mahdia, 50 kilomètres au sud de Sousse et 18 kilomètres au nord d'El Jem.
Rattachée au gouvernorat de Mahdia, elle constitue une municipalité comptant 4 338 habitants en 2014 ; elle est également le chef-lieu d'une délégation.
Bou Merdes se trouve dans une vallée couverte d'oliveraies.

## Histoire
L'ancêtre antique de Bou Merdes est la ville de Sarsoura. Ville berbère, Sarsoura est entrée dans l'histoire avec sa prise par Jules César au milieu du mois de mars 46 av. J.-C.. Sarsoura devient pendant l'époque romaine un centre agricole (huile d'olive et blé) et industriel important (céramique et poterie) et un trait d'union entre les cités de Thysdrus (El Jem), Hadrumète (Sousse) et Ruspina (Monastir).

## Sport

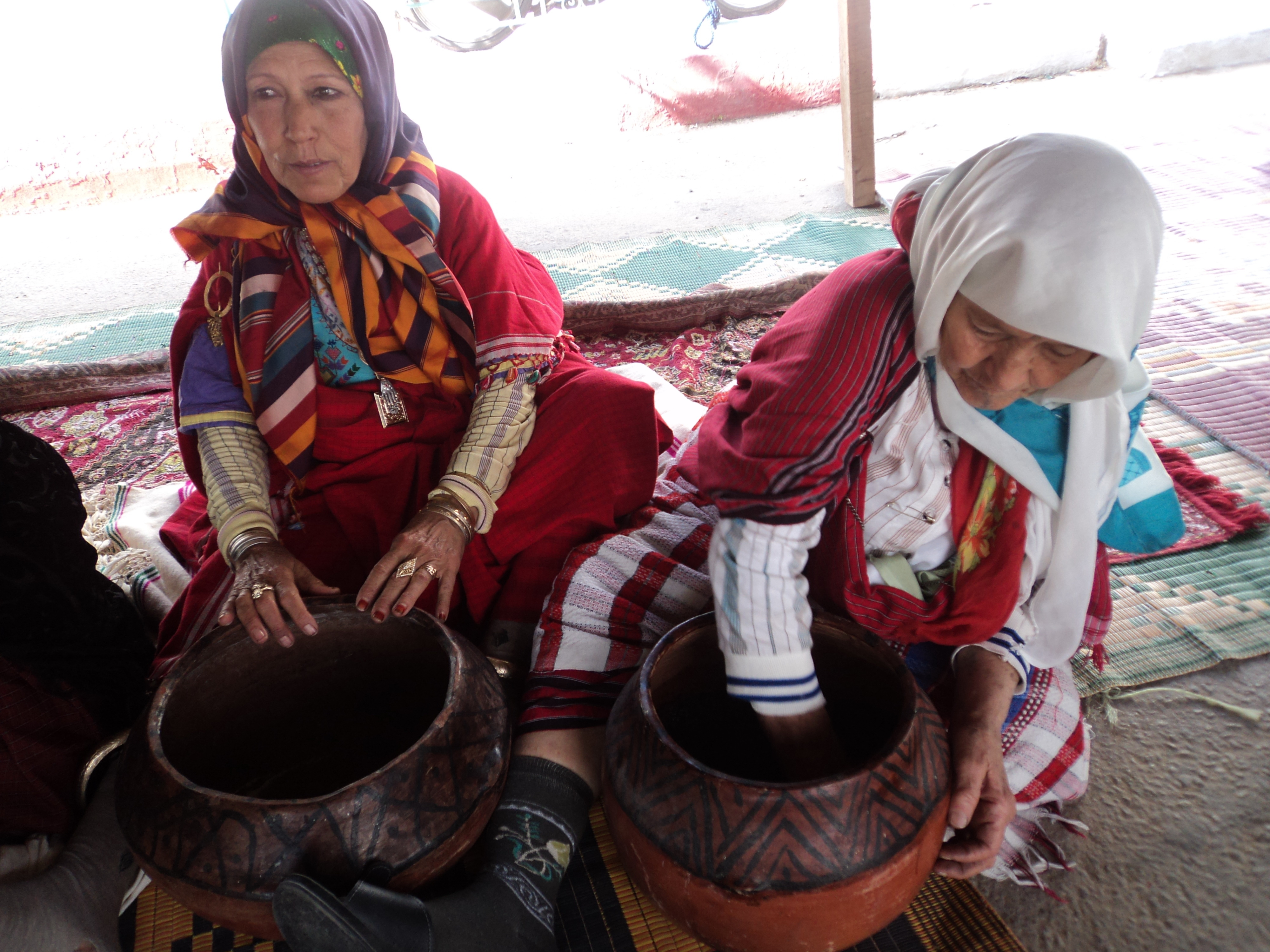
Deux femmes qui préparent un mets traditionnel.

Bou Merdes abrite deux clubs sportifs : la Jeunesse sportive de Bou Merdes, un club de football fondé en 1962 qui joue dans la dernière division du football tunisien, et la Raquette d'Or de Bou Merdes, un club de tennis de table fondé en 2000, d'abord comme une branche du club précédent puis, dès 2003, avec son propre statut. Il joue maintenant dans la première catégorie du tennis de table en Tunisie.

## Culture
La ville célèbre annuellement depuis 2003 le festival de dégustation des produits du terroir, qui se déroule pendant le mois de novembre.